# Japigi
Japigi (grško: Ἰάπυγες [Japiges], latinsko: Ĭāpyges),  praindoevropsko ljudstvo po poreklu iz Ilirije, ki se je v obdobju med 2. in 1. tisočletjem pr. n. št. doselilo na področje sedanje italijanske regije Apulije. Njihovo ime je grškega izvora, ker so jih antični Grki imeli za potomce Dedalovega sina Japiksa (ali Japiga). Rimski avtorji so jih imenovali tudi Apuli, Salentini ali Kalabri. Japigi so bili v sorodu z Enotrijci, antičnim italskim ljudstvom, ki je živelo na področju Basilicate v severni Kalabriji.
Ukvarjali so se predvsem s poljedelstvom in živinorejo. Najbolj znani so bili po vzreji konj. 

## Poreklo
Natančno poreklo Japigov ni poznano,  verjetno pa so bili doseljenci iz Ilirije, natančneje  s področja današnje Albanije.  Govorili so mesapski jezik, katerega se na podlagi lastnih imen na nagrobnih spomenikih in zapisov antičnih zgodovinarjev prišteva k ilirskim jezikom. 
Po doselitvi v Apulijo so se pomešali z domačim prebivalstvom, tako da so sčasoma nastale tri različne etnične skupine, ki so jih Grki imenovali Davni, Pevketi in Mesapi. Davni so bili naseljeni okoli sedanje Foggie, Pevketi okoli Barija in Mesapi okoli Salenta. 
Rimski zugodovinarji so področja, naseljena z Davni in Pevketi imenovali Apulija, njihove prebivalce pa Apuli. Področje, ki so ga naseljevali Mesapi, so imenovali Kalabrija, njihove prebivalce pa Salentini. 
Japigi so bili v sorodu z Enotrijci, ilirskim plemenom, ki je bilo naseljeno na ozemlju sedanje regije Basilicata in severne Kalabrije. 
Svoj višek so dosegli v 8. do 4. stoletju pr. n. št., kar je razvidno iz vešče izdelanih predmetov iz keramike.  V obdobju od 8. do 6. stoletja so se krepko upirali grški kolonizaciji južne Italije.